# Le Mesnil-au-Val
Le Mesnil-au-Val est une commune française, située dans le département de la Manche en région Normandie, peuplée de 727 habitants.

## Géographie

### Localisation
La commune est en Nord-Cotentin. Son église (hameau Paris) est à 9,5 km au sud-est de Cherbourg-en-Cotentin, à 13 km au nord de Valognes et à 13 km au sud-ouest de Saint-Pierre-Église.
Les communes limitrophes sont Digosville, Brix, Gonneville-Le Theil, Saussemesnil et Cherbourg-en-Cotentin.

### Géologie et relief
Le Mesnil-au-Val est traversé par la Saire qui y prend sa source à une altitude de 140 mètres (le moulin de la Bruyère y est installé). Elle est bordée à l'est par le ruisseau du Querbé et au sud par le Trottebec.
Le territoire s'étend sur 1 334 hectares et possède de nombreux lieux-dits non-bâtis. Entre autres, de vastes prairies (les Becquets, les Bougons, la Malarderie, le Pendu), des bois (Bois du Coudray et les Fosses Pivain, Bois Saint-Martin, la Table des Fées) et des prés humides (les Marais du Mesnil, les Marais).

### Hydrographie
La commune est située dans le bassin Seine-Normandie. Elle est drainée par la Saire, le Trottebec, le ruisseau du Querbe, le cours d'eau 01 de la Dérocherie, le cours d'eau 01 du Hameau Paris, le fossé 01 du Hameau Vallot, les Marais et le Merderet,,.
La Saire, d'une longueur de 31 km, prend sa source dans la commune  et se jette dans la baie de Seine à Saint-Vaast-la-Hougue, après avoir traversé douze communes.

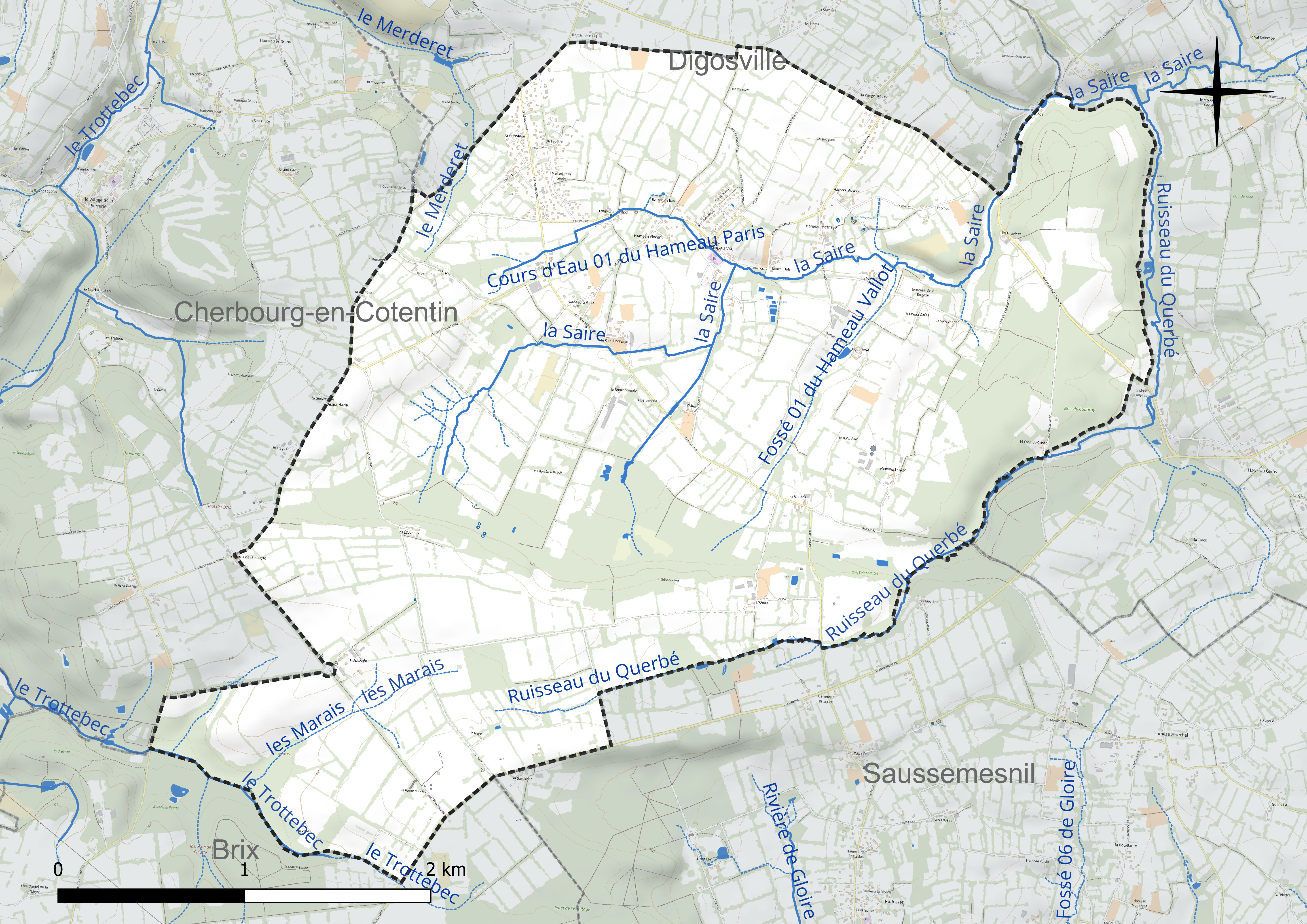
Réseau hydrographique du Mesnil-au-Val.

Le Trottebec, d'une longueur de 14 km, prend sa source dans la commune de Brix et se jette dans la Divette à Cherbourg-en-Cotentin, après avoir traversé quatre communes.

### Climat
Pour des articles plus généraux, voir Climat de la Normandie et Climat de la Manche.
En 2010, le climat de la commune est de type climat océanique franc, selon une étude du CNRS s'appuyant sur une série de données couvrant la période 1971-2000. En 2020, Météo-France publie une typologie des climats de la France métropolitaine dans laquelle la commune est exposée à un climat océanique et est dans la région climatique  Normandie (Cotentin, Orne), caractérisée par une pluviométrie relativement élevée (850 mm/a) et un été frais (15,5 °C) et venté. Parallèlement le GIEC normand, un groupe régional d’experts sur le climat, différencie quant à lui, dans une étude de 2020, trois grands types de climats pour la région Normandie, nuancés à une échelle plus fine par les facteurs géographiques locaux. La commune est, selon ce zonage, exposée à un « climat maritime », correspondant au Cotentin et à l'ouest du département de la Manche, frais, humide et pluvieux, où les contrastes pluviométrique et thermique sont parfois très prononcés en quelques kilomètres quand le relief est marqué.
Pour la période 1971-2000, la température annuelle moyenne est de 10,7 °C, avec une amplitude thermique annuelle de 11,3 °C. Le cumul annuel moyen de précipitations est de 963 mm, avec 14,7 jours de précipitations en janvier et 8 jours en juillet. Pour la période 1991-2020, la température moyenne annuelle observée sur la station météorologique la plus proche, située sur la commune de Gonneville-Le Theil à 5 km à vol d'oiseau, est de 11,0 °C et le cumul annuel moyen de précipitations est de 940,4 mm,. Pour l'avenir, les paramètres climatiques de la commune estimés pour 2050 selon différents scénarios d’émission de gaz à effet de serre sont consultables sur un site dédié publié par Météo-France en novembre 2022.

## Urbanisme

### Typologie
Au 1er janvier 2024, Le Mesnil-au-Val est catégorisée commune rurale à habitat dispersé, selon la nouvelle grille communale de densité à sept niveaux définie par l'Insee en 2022.
Elle est située hors unité urbaine.
Par ailleurs la commune fait partie de l'aire d'attraction de Cherbourg-en-Cotentin, dont elle est une commune de la couronne,. Cette aire, qui regroupe 77 communes, est catégorisée dans les aires de 50 000 à moins de 200 000 habitants,.

### Occupation des sols
L'occupation des sols de la commune, telle qu'elle ressort de la base de données européenne d’occupation biophysique des sols Corine Land Cover (CLC), est marquée par l'importance des territoires agricoles (76,7 % en 2018), en diminution par rapport à 1990 (77,6 %).
La répartition détaillée en 2018 est la suivante : prairies (43,3 %), forêts (19,6 %), zones agricoles hétérogènes (17,6 %), terres arables (15,7 %), zones urbanisées (3,7 %).

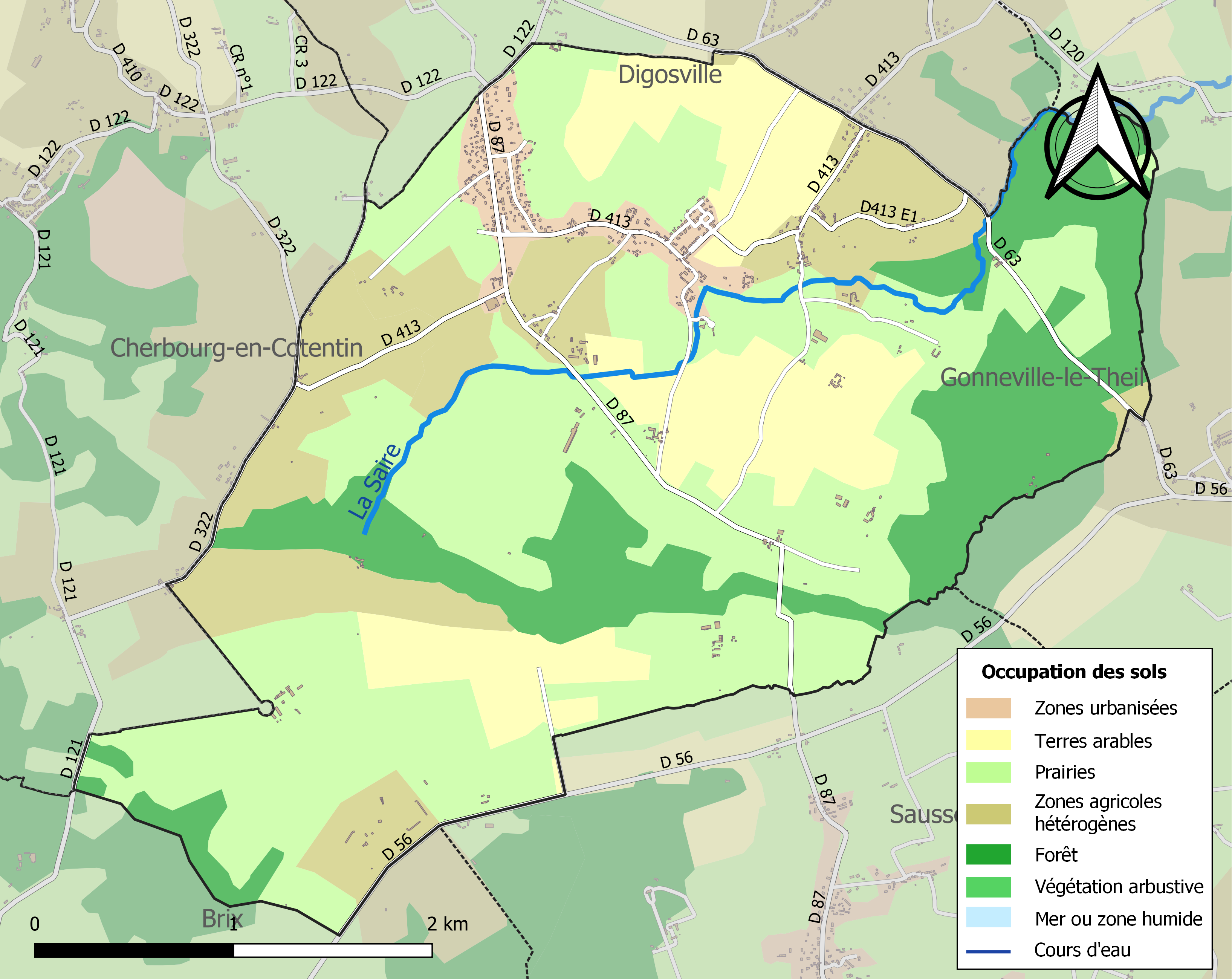
Carte des infrastructures et de l'occupation des sols de la commune en 2018 (CLC).

L'évolution de l’occupation des sols de la commune et de ses infrastructures peut être observée sur les différentes représentations cartographiques du territoire : la carte de Cassini (XVIIIe siècle), la carte d'état-major (1820-1866) et les cartes ou photos aériennes de l'IGN pour la période actuelle (1950 à aujourd'hui).

### Lieux-dits, hameaux et écarts
La commune est composée de plusieurs hameaux : Brucan de Bas, Brucan de Haut, Hameau Feuillie, Maison de la Lande, Hameau Jeannet, la Verboterie, la Lande, Hameau Vincent, la Galle, la Vierge Drouet, Hameau Auvray, Lépinet, Hameau Mesnage, la Valloterie, Hameau Paris, Hameau Joly, la Sansonnerie, les Bruyères, Maison du Garde (avec son gué), Hameau le Sage, la Gallerie, Hameau Vallot, la Drouetterie, l'Orion, l'Angleterre, Hameau Duval, la Mare, la Vente du Parc, le Boissais, la Croix de la Flague, les Ecocheux, la Besnarderie, la Guéretterie, la Bourdonnerie, la Dérocherie, Barville (et son manoir), Chatillonnerie, la Pagnolerie, la Banque.

## Toponymie
Le nom de la localité est attesté sous les formes, Mesnillo Auvar au XIIe siècle (A.M. H 2916), Mesnillo Awari en 1220 (A.M. H 3359), Mesnil Auvair en 1257, 1288 (cartulaire chapitre de Coutances, copie Delisle), Mesnil Avar vers 1280 (pouillé),, Menil au Val en 1758, Mesnil au Val en 1793 et Mesnil-Ova en 1801.
L'ancien français mesnil « domaine rural », est à l'origine de nombreux toponymes, notamment en Normandie. Les noms de lieux en Mesnil-, -Mesnil sont souvent différenciés par un anthroponyme comme premier élément ou comme second élément.
François de Beaurepaire identifie dans l'élément -au-Val le nom de personne anglo-saxon Alware, variante du nom attesté également sous les formes Alward, Award et qui procède selon Gillian Fellows-Jensen de l'anthroponyme norrois Alfvardr. En revanche, Ernest Nègre penche pour le nom de personne germanique continental Alwardus. René Lepelley reprend la suggestion de F. de Beaurepaire. Le nom de personne Alware semble se retrouver dans un pratum al War mentionné en 1220 dans un titre de l'abbaye de Cherbourg et dans Varville à Saint-Lô-d'Ourville (Avarville 1270), ainsi qu'un fief au Vair en 1386. On le rencontre là encore altéré dans Allerthorpe (GB, Yorkshire, Alwarestorp sans date).
La forme moderne au-Val parait ne s'imposer définitivement qu'au XIXe siècle. On trouve encore une forme Ova en 1801 qui semble indiquer également la prononciation traditionnelle. Le qualificatif au-Val consiste en une mécoupe du nom de personne et en l'ajout d'un -l final par attraction de l'appellatif val « petite vallée, vallée » bien connu et fréquent dans la Manche.
Par ailleurs, la proposition d'Ernest Nègre souffre d'une faiblesse, car il n'y a aucune trace d'un -t ou d'un -d dans les formes anciennes Auvar, Auvair, Awari. En effet on attendrait des formes du type *Mesnillo Alwardi ou *Mesnil Auvart cf. par exemple Mesnil-Esnard (Seine-Maritime, Maisnilio Enardi 1205) ou Bosc-Guérard (Seine-Maritime, Bosco Guerardi 1188), mais il n'y en a aucune.

### Micro-toponymie
- Barville (sans forme ancienne connue). Il s'agit d'une formation toponymique médiévale en -ville au sens ancien de « domaine rural ». L'absence de formes anciennes rend difficile l'identification du premier élément Bar-. C'est pourquoi une comparaison avec les autres Barville s'avère nécessaire, notamment les Barville normands. Barville (Seine-Maritime, Barevilla XIIe siècle) et Barville (Eure, Barevilla 1195) contiennent peut-être le nom de personne germanique continental Baro, Barulfus ou Baroldus[30],[31]. Albert Dauzat qui ne se base que sur les formes anciennes du type Barvilla (Barville, Eure, XIIIe siècle) a cru reconnaître dans les Barville normands (et curieusement celui du Loiret) le nom de personne vieux norrois Bardr[32] (comprendre Bárðr, qui convient d'ailleurs mieux car ð (th) et -r des anthroponymes et noms communs se sont régulièrement amuïs, de sorte qu'ils ne sont pratiquement jamais notés dans les formes anciennes).
- Brucan procèderait de l’[anglo-]saxon *Brycghām « hameau du pont », comme Brigham (GB, Cambrie)[33].
- Le ruisseau du Trottebec (la riviere du Trotebec 1544). L'hydronyme Trottebec est un composé en -bekkr, appellatif vieux norrois qui signifie « ruisseau ». Le premier élément Trotte- (anciennement Trote-) est possiblement un anthroponyme, soit germanique continental du type *Trot(t)o mais qui n'est pas attesté, soit anglo-saxon *Trott, lui non plus pas attesté mais qui renvoie directement à un élément présent dans la toponymie anglaise : Trottiscliffe (Kent, Trottesclib 788) et Trottsworth (Surrey, Trotteswurth 1242)[34]. On connaît les nombreuses convergences entre la toponymie anglaise et la toponymie normande[30].
- Le ruisseau de Querbé est un autre ruisseau dont le nom Querbé s'explique par l'évolution phonétique de Carbec cf. par exemple Carbec. La finale -bec est normalement prononcée [-be], -bé, d'où la modernisation de la graphie, de même pour Car- qui a subi l'évolution due à l'action fermante de [r] en syllabe initiale au Moyen Âge. Cette évolution se manifeste par exemple dans les parlers de la Manche dans les mots querbon < carbon ; lerme < larme ; ergent < argent ; etc. Car- représente le nom de personne norrois Kári, très courant en Normandie dans les Carville et Cartot / Quartot.
- Les hameaux en Y-ère/-erie sont des habitats ultérieurs lors du développement démographique de la Normandie. Ils désignaient la ferme de la famille Y, qui était fondée sur les nouvelles terres obtenues par les grands défrichements des XIe – XIIIe siècle. Les essarts prennent le nom des défricheurs, suivi du suffixe -erie ou -ière. Les autres hameaux en Hôtel/Maison/Le Y sont des constructions encore plus récentes, ils désignent la ferme de la famille Y.

## Histoire

### Moyen Âge
Au XIIe siècle, la paroisse relevait de l'honneur de La Haye.
Guillaume du Fou, capitaine du donjon de Cherbourg, qui vivait au XVe siècle fit construire un château au Mesnil-au-Val, qui passa par la suite dans les familles de Crosville et du Parc.

### Temps modernes
En 1507, Jeanne du Fou, dame du Mesnil-au-Val, épouse Guillaume Picot, seigneur de Gouberville. De cette union est issu de nombreux enfants dont Gilles de Gouberville (1521-1578) né le 12 janvier 1521 au manoir de Barville.
Dans un aveu de 1519, la seigneurie du Mesnil-au-Val est décrite comme « fief de haubert auquel fief à manoir, chapelle et volière à pigeons, domaines en terres labourables et non labourables. »
En 1567, Gilles de Gouberville, écuyer, sieur de Gouberville et du Mesnil-au-Val, est taxé pour ces fiefs de 11 livres dans le rôle des nobles et roturiers, au titre du ban et de l'arrière ban de la vicomté de Coutances, réalisé par Gilles Dancel, seigneur d'Audouville, lieutenant général du bailli de Cotentin, tenu à Coutances les 20-22 octobre. Le fief du Mesnil-au-Val qui valait un quart de fief de haubert, était tenu du roi sous la vicomté de Valognes.
Sous l'Ancien Régime, la paroisse dépendait de la généralité de Caen, de l'élection de Valognes, et de la sergenterie du Val de Saire.

### Époque contemporaine
L'affaire criminelle Jean Fleury, qui s'est déroulée au Mesnil-au-Val en 1887, fut jugée par la cour d'assises de la Manche, à Coutances, le 6 juin 1888.
Lors de la Seconde Guerre mondiale, le Mesnil-au-Val fut bombardé onze fois les : 7 janvier 1942, 11 novembre 1943 et neuf fois en 1944.

## Politique et administration

### Administration municipale
| Période                                  | Période   | Identité          | Étiquette | Qualité  |
| ---------------------------------------- | --------- | ----------------- | --------- | -------- |
| 1966                                     | 1983      | Alexandre Mouchel |           |          |
| 1995                                     | mars 2001 | Arlette Dupont    |           |          |
| mars 2001                                | mars 2014 | Christian Renouf  | SE        |          |
| mars 2014                                | En cours  | Évelyne Noyé      | SE        | Employée |
| Les données manquantes sont à compléter. |           |                   |           |          |

Le conseil municipal est composé de quinze membres dont le maire et deux adjoints.

## Population et société
Les habitants de la commune sont appelés les Mesnillais.

### Démographie
L'évolution du nombre d'habitants est connue à travers les recensements de la population effectués dans la commune depuis 1793. Pour les communes de moins de 10 000 habitants, une enquête de recensement portant sur toute la population est réalisée tous les cinq ans, les populations de référence des années intermédiaires étant quant à elles estimées par interpolation ou extrapolation. Pour la commune, le premier recensement exhaustif entrant dans le cadre du nouveau dispositif a été réalisé en 2008.
En 2022, la commune comptait 727 habitants, en évolution de −0,14 % par rapport à 2016 (Manche : −0,31 %, France hors Mayotte : +2,11 %).
| 1793 | 1800 | 1806 | 1821 | 1831 | 1836 | 1841 | 1846 | 1851 |
| ---- | ---- | ---- | ---- | ---- | ---- | ---- | ---- | ---- |
| 514  | 547  | 666  | 616  | 626  | 581  | 539  | 506  | 473  |

| 1856 | 1861 | 1866 | 1872 | 1876 | 1881 | 1886 | 1891 | 1896 |
| ---- | ---- | ---- | ---- | ---- | ---- | ---- | ---- | ---- |
| 423  | 410  | 418  | 420  | 405  | 373  | 353  | 333  | 298  |

| 1901 | 1906 | 1911 | 1921 | 1926 | 1931 | 1936 | 1946 | 1954 |
| ---- | ---- | ---- | ---- | ---- | ---- | ---- | ---- | ---- |
| 317  | 348  | 358  | 307  | 289  | 291  | 321  | 345  | 372  |

| 1962 | 1968 | 1975 | 1982 | 1990 | 1999 | 2006 | 2008 | 2013 |
| ---- | ---- | ---- | ---- | ---- | ---- | ---- | ---- | ---- |
| 335  | 324  | 367  | 488  | 528  | 553  | 631  | 653  | 693  |

| 2018 | 2022 | - | - | - | - | - | - | - |
| ---- | ---- | - | - | - | - | - | - | - |
| 729  | 727  | - | - | - | - | - | - | - |

### Sports et loisirs
L'Association sportive animation du Mesnil-au-Val fait évoluer une équipe de football en division de district.

### Cultes
L'église est aujourd'hui rattachée à la nouvelle paroisse Saint-Gabriel du doyenné de Cherbourg-Hague.

## Culture locale et patrimoine

### Lieux et monuments

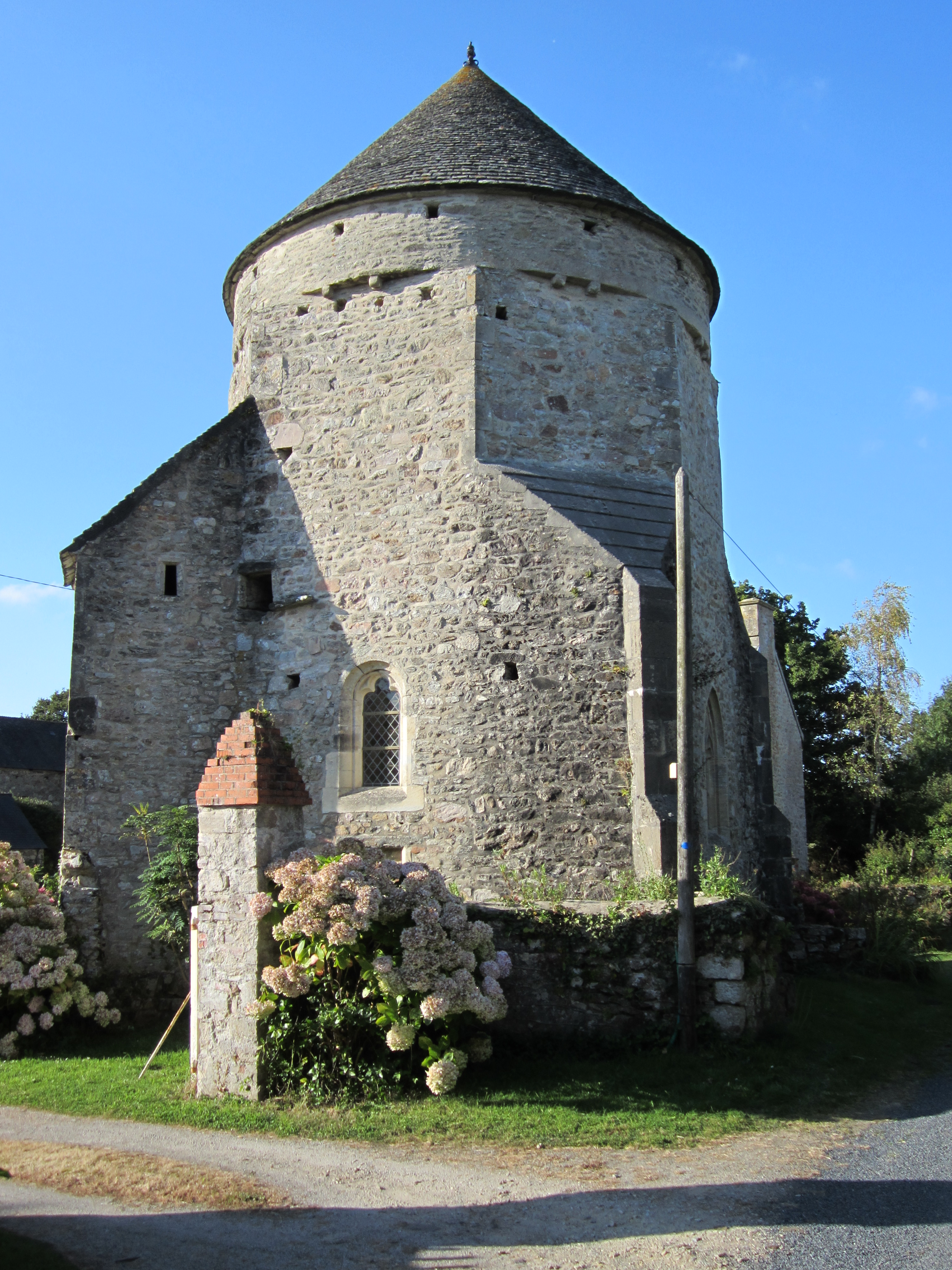
La tour de Barville.

- Église Notre-Dame-des-Anges, du XVe siècle, remaniée notamment aux XVIIe et XVIIIe siècles[47]. Elle abrite des autels des XVIIIe-XIXe, une chaise de célébrant du XVIIe, deux statues en bois polychrome du XVIIIe : saint Nicolas et saint Gilles.

Gilles de Gouberville y est inhumé, « au long du banc auquel ses prédécesseurs et lui avaient accoustumé s'asseoir pour ouïr le service divin ».
Lors de la première guerre de Religion, l'église est vandalisée le 13 août 1562.
- Oratoire.
- Tour de l'ancien manoir de Barville du XVIe siècle, chapelle devenue pigeonnier, fenêtre du XVIe siècle, classée monument historique en 1987, possession de Gilles de Gouberville[51].
- Vestiges très érodés d'une enceinte circulaire et d'une vaste enceinte quadrangulaire en talus de terre fossoyée dans le bois du Coudray, auprès de la ferme des Bruyères[52].
- Moulin de la Bruyère.
- Bois et marais du Mesnil-au-Val classé espace naturel sensible, et où la Saire à sa source.
- Bois de Barnavast, un des vestiges de l'ancienne forêt de Brix, qui serait suivant une légende locale le lieu de rendez-vous de tous les sorciers du Val de Saire[47]. C'est à la fin du Premier Empire que vint se fixer le sorcier Polyte Deshaies dit le Crapaud. À sa mort, il fut enterré clandestinement par ses congénères tandis que le prêtre célébrait l'office des morts devant une bière remplie de cailloux[53].
- Bois du Coudray.
- Table des Fées, pierre druidique (menhir) de 2,92 mètres dans le bois de Mémont.
- Trace de la voie romaine d'Alauna (Valognes) à Corrialum (Cherbourg) à la Boissaye.
- Vestiges de rampes de lancement de V1 au village de la Boissaye.

### Personnalités liées à la commune
- Gilles de Gouberville (1521-1578), Gilles Picot, sieur de Gouberville, du Mesnil-au-Val et de Russy, mémorialiste.
- Léon Levavasseur (Le Mesnil-au-Val, 1863 - 1922) ingénieur, concepteur et fabricant de moteur pour avions et canots de course.